# Gib Gas – Ich will Spaß
Gib Gas – Ich will Spaß ist ein deutscher Musikfilm des Regisseurs Wolfgang Büld aus dem Jahr 1983.

## Handlung
In Eile rast der jugendlich unbekümmerte Robby auf seinem Motorroller durch die Münchner Innenstadt, am Odeonsplatz vorbei und quer durch die U-Bahnstation Münchner Freiheit, um noch rechtzeitig an seinem ersten Schultag als neuer Mitschüler im Nymphenburger Gymnasium anzukommen. Dabei fährt er unwissentlich beinahe seinen künftigen Lehrer um, der sich Zeitung lesend auf einem Gemüsemarkt mit einem Sprung in einen Verkaufsstand mit frischen Eiern vor dem Zusammenstoß retten kann. Im Gymnasium angekommen lernt Robby die extrovertierte Tina kennen, in die er sich sofort verliebt. Tina hingegen hat nur Augen für Tino, einen Frauenhelden, der auf einem Jahrmarkt jobbt. Während Robby vergeblich versucht, ihr Herz zu erobern, schmiedet Tina Pläne: Sie will die Schule abbrechen und gemeinsam mit Tino auf große Reise gehen. Tino fährt jedoch ohne sie davon. Um ihm nachzueilen, schmeichelt Tina sich nunmehr bei Robby ein, der auch sofort „Gas gibt“. Mit seinem Motorroller nehmen Tina und Robby die Verfolgung auf und entwickeln währenddessen immer mehr Sympathie füreinander.
In einer alten Hütte küssen sie sich schließlich, und Tina merkt, dass sie sich in Robby verliebt hat. Dieser macht sich jedoch davon, als er erfährt, dass sie zunächst nur Tino hinterhergefahren sind. Im Zug findet Tina Robby wieder; sie sind unabsichtlich im Zug nach Venedig.
Dort kommt es schließlich zum großen Finale. Tina will nichts mehr von Tino wissen, der ins Wasser fällt und von Robby gerettet werden soll. Beide können jedoch nicht schwimmen. So wird Tino von einigen Mädchen an Bord eines Bootes gezogen, und Tina rettet Robby aus dem Wasser.

## Kritiken
„Spaß hätte ich allerdings auch gerne gehabt, doch den blieben mir Nena, Markus und der Regisseur Wolfgang Büld in ihrer lahmen Unterhaltungsklamotte leider völlig schuldig. Was sollte das eigentlich sein? Eine Ausreißergeschichte, ein Schlagerfilm oder ging es nur um ein paar, noch dazu ziemlich phantasielose szenische Arrangements, um irgendwie sämtliche Nummern der Nena und Markus-LP unterzubringen?“

„Nicht die Filmstoffe sind neu, lediglich die Zeiten sind anders, das Drumherum wandelt sich. Und so hätte Wolfgang Bülds Gib Gas – ich will Spaß auch schon vor zwanzig Jahren gedreht sein können, mit Peter Alexander und Cornelia Froboess vielleicht, und sie hätten gesungen ›Verliebt, verlobt, verheiratet‹. Es ist schon von hemmungsloser Belanglosigkeit, dieses Filmchen.“

„Und wenn auch fünfundzwanzig Jahre an den Lebenserkenntnissen der Schlagerbranche recht spurlos vorübergegangen sind, dieser Versuch einer Wiedererweckung jenes inzwischen selig verklärten Genres entpuppt sich bereits nach den ersten Einstellungen überzeugend als Totgeburt.“

## Vermischtes
Nach dem Ende der Schlagerfilme wollte Regisseur Wolfgang Büld eine neue Form des deutschen Musikfilms schaffen, und im Aufkommen der Neuen Deutschen Welle sah er die Gelegenheit dazu: „Der breite Durchbruch deutschsprachiger Popmusik machte eine Kombination von Spielfilm mit Musik möglich, eine Situation, auf die man in Deutschland lange warten mußte.“
- Karl Dall hat fünf Nebenrollen: als LKW-Fahrer, Busfahrer, Pilot, Zugschaffner und Kapitän.
- Die ehemalige Neue-Deutsche-Welle-Band Extrabreit hat einen kurzen Auftritt als zivile Ordnungsmacht.
- Der Schauspieler Peter Lengauer (spielt Robbys Mitschüler Andy Eckelmann) wurde mit der Stimme von Martin Semmelrogge nachvertont.
- Regisseur Wolfgang Büld spielt eine Nebenrolle als anzüglicher Forstwirt.
- Als Kulisse diente die Münchener Vorstadt. Der Volksfestplatz in München war die Auer Dult. Die Nachtszenen des zweiten Volksfests (Bärenbergl genannt) wurden in Augsburg  (Stadtteil Bärenkeller) gedreht.
- Die Dreharbeiten für die Klassenzimmerszenen fanden im Nymphenburger Gymnasium statt.
- Das im Film von Markus und Nena gesungene Lied Kleine Taschenlampe brenn’ wurde im Original und bei den Liveauftritten von Markus und Andrea-Maria Schneider (Künstlername Andrea) gesungen.[3]
- Der Film wurde am 28. Oktober 2022 im Rahmen der Fernsehsendung Die schlechtesten Filme aller Zeiten auf Tele 5 ausgestrahlt. In einer Videobotschaft kommentierte Markus sein Mitwirken in der Komödie ironisch bis selbstkritisch.

Tabak-Schleichwerbung
Den gesamten Film über sieht man hauptsächlich Nena Zigaretten der Marke Marlboro in Verbindung mit Freiheit, Spaß und Abenteuer rauchen, was offensichtlich als Schleichwerbung an das jüngere Publikum gerichtet ist. Außerdem sieht man am Anfang des Films, wenn das Mädchen Tina zu seinem Freund Tino ins Cabriolet einsteigt, im Hintergrund auf der anderen Straßenseite ein großes Werbeplakat hängen für das Marlboro Country Music Festival 82.

## Soundtrack
- Markus – Ich will Spaß
- Markus – Ich bin heut’ böse
- Nena – Nur geträumt
- Morgenrot – Wenn Du willst
- Markus – Dampfer dampfen auf See, Flieger fliegen hoch im Himmel
- Nena – Vollmond
- Extrabreit – Superhelden
- Markus – Schön sind wir sowieso
- Nena – Ganz oben
- Markus feat. Nena – Kleine Taschenlampe brenn’
- Nena – Leuchtturm
- Nena – Tanz auf dem Vulkan
- Morgenrot – Feuerwehrmann